# Rembrandt (film, 2003)
Pour les articles homonymes, voir Rembrandt.
Pour plus de détails, voir Fiche technique et Distribution.
Rembrandt est un film danois réalisé par Jannik Johansen, sorti en 2003.

## Fiche technique
- Titre : Rembrandt
- Réalisation : Jannik Johansen
- Scénario : Jannik Johansen et Anders Thomas Jensen
- Photographie : Eric Kress
- Musique : Antony Genn
- Pays d'origine : Danemark
- Format : Couleurs - 1,85:1
- Genre : comédie
- Date de sortie : 2003

## Distribution
- Lars Brygmann : Mick
- Jakob Cedergren : Tom
- Nikolaj Coster-Waldau : Kenneth
- Nicolas Bro : Jimmy
- Sonja Richter (en) : Trine
- Søren Pilmark : Bæk
- Gordon Kennedy : Christian
- Paprika Steen : Charlotte
- Ole Ernst : Frank
- Nikolaj Lie Kaas : Kiosk Karsten
- David Bateson : Stor Mand